# Альбани, Джованни Франческо
Джова́нни Франче́ско Альба́ни (итал. Giovanni Francesco Albani; 26 февраля 1720, Рим, Папская область — 15 сентября 1803, там же) — итальянский куриальный кардинал. Вице-декан Священной Коллегии кардиналов с 15 марта 1773 по 18 декабря 1775. Декан Священной Коллегии кардиналов и Префект Священной конгрегации церемониала с 18 декабря 1775 по 15 сентября 1803. Кардинал-дьякон с 10 апреля 1747, с титулярной диаконией Сан-Чезарео-ин-Палатио с 15 мая 1747 по 12 февраля 1759. Кардинал-священник с титулом церкви Сан-Клементе с 12 февраля 1759 по 21 июля 1760. Кардинал-епископ Сабины с 21 июля 1760 по 15 марта 1773. Кардинал-епископ Порто и Санта-Руфина с 15 марта 1773 по 18 декабря 1775. Кардинал-епископ Остии и Веллетри с 18 декабря 1775 по 15 сентября 1803.